# David Garrick (film, 1913, Plumb)
Pour l’article homonyme, voir David Garrick (homonymie).
Pour plus de détails, voir Fiche technique et Distribution.
David Garrick est un film muet britannique réalisé par Hay Plumb et sorti en 1913.

## Fiche technique
- Titre : David Garrick
- Réalisation : Hay Plumb
- Scénario : d'après une pièce de Thomas William Robertson
- Production : Hepworth
- Dates de sortie :
  -  Royaume-Uni : Décembre 1913

## Distribution
- Charles Wyndham : David Garrick
- Mary Moore
- Louis Calvert
- Chrissie White
- James Blakeley